# サンフォード (フロリダ州)
サンフォード（英: Sanford）は、アメリカ合衆国フロリダ州の都市。セミノール郡の郡庁所在地である。人口は6万1051人（2020年）。オーランドの北東30キロメートルに位置している。
「歴史的なウォーターフロントへの入り口の町」としても知られるサンフォードは、セントジョンズ川の航行可能な最上流部である、モンロー湖の南岸に位置している。市が設立される数千年前から、ネイティブアメリカンがサンフォード周辺に暮らしていた。セミノール族は18世紀にこの地域周辺にやって来た。1836年の第二次セミノール戦争の間、アメリカ陸軍はキャンプ・モンローや現在のメロンビル・アベニューにあたる道路を建設した。
市内にはセミノール州立大学やセントラル・フロリダ動植物園がある。ダウンタウンにはショップ、レストラン、マリーナ、湖畔の遊歩道などがあり、観光客を惹き付けている。オーランド・サンフォード国際空港はオーランド大都市圏で2番目の商業空港としての役目を果たしており、国際線、国内線の便が就航している。
2012年には、市内を訪れていたアフリカ系アメリカ人の高校生トレイボン・マーティンが射殺されたことで話題になった。

## 歴史

### 初期
ヨーロッパ人がやって来た時、モンロー湖周辺にはマヤカ族やジョロロ族が住み着いていた。しかし、1760年までにこれらの部族は戦争や病気によって壊滅し、セミノール族に取って代わった。アメリカがスペインからフロリダを獲得したのは1821年のことだが、セミノール戦争によって入植は遅れた。1835年、セミノール族は中部フロリダと東海岸を結ぶ重要な水路であるセントジョンズ川に面した、パラトカの港を焼き払った。
その結果、より上流のモンロー湖南側の交易所の近くに陸軍の守備隊が置かれた。キャンプ・モンローと呼ばれた丸太の防壁が1837年2月8日に攻撃され、メロン砦として強化、改名された。
ザカリー・テイラー大統領はモンロー湖からブルック砦（現在のタンパ市）に至る一連の防御網を繋ぐため、道路を建設した。メロン砦周辺には、1842年にダニエル・スチュワートによってメロンビルの町が設立された。1845年、フロリダはアメリカ合衆国の州となり、メロンビルはオレンジ郡の郡庁所在地となった。以前はモスキート郡と呼ばれており、郡庁所在地は湖を渡ったエンタープライズという所にあった。
オレンジの木が植えられ、缶詰工場が作られたのは1869年であった。1870年、ヘンリー・シェルトン・サンフォードがメロンビルの西に12,548エーカー（50.78 km2）の土地を購入し、サンフォードの町を設計した。彼はサンフォードが交通の要衝となることを信じて、「南フロリダへの入り口」と呼んだ。
1871年に蒸気船でやって来たスウェーデン人の集団は、新しい街を建設するための過酷な労働や、亜熱帯の荒れ地を切り開いてオレンジを植えるなどのために年季奉公を導入した。1877年に法人化され、人口は100人を超えた。1883年にはメロンビルを吸収した。南フロリダ鉄道がサンフォードからタンパまでを結び、その後にはジャクソンビル・タンパ・アンド・キー・ウェスト鉄道がサンフォードから世界最大のオレンジ輸出港となったジャクソンビルまでを結んだ。1883年4月に蒸気船で到着したチェスター・A・アーサー大統領は、湖岸のサンフォード・ハウスというホテルで1週間の休暇を過ごした。
1887年、市は猛火に晒され、翌年にはフロリダの至る所で黄熱が流行した。1894年から1895年にはフロリダを寒波が襲い、柑橘類の産業は崩壊した。農家は野菜の栽培などの多様化を図った。1896年に初めてセロリが植えられ、1974年までにはセロリ・シティというニックネームが付けられるようになった。
1891年12月1日、商人のウィリアム・クラークと19人のアフリカ系アメリカ人有権者によって市の南側にゴールズボロの町が設立された
。

### 20世紀
1911年、サンフォードの行政サービスに折り合わないとの理由から、市からサンフォード・ハイツの町が分離した。これにより、サンフォードの拡大は周辺のゴールズボロ、ジョージタウン、サンフォード・ハイツなどの町に制約されることになるという懸案事項が加わった。フロリダ州議会とサンフォード市長フォレスト・レイクは、サンフォード・ハイツがサンフォードから独立して法人化する力を奪う法律を制定することに努めた。
ゴールズボロもレイク市長のターゲットとされ、ゴールズボロの指導者たちは地元の新聞に書簡を送るキャンペーン活動を始めた。1911年4月6日、サンフォード市議会はゴールズボロを合併する決議を採択し、4月26日には州議会でもゴールズボロをサンフォードの市域の中に入れて再編させる議案が通過した
。
1913年、サンフォードはオレンジ郡から分離したセミノール郡の郡庁所在地となった。1940年までは農業が市の経済において優位であり続けた。

### 海軍航空隊
1942年、サンフォード海軍航空基地が創設され、ロッキードPV-1、ロッキード・ハドソン、グラマン・F4F、グラマン・F6Fなどの戦闘機の訓練が実施された。1943年から45年にかけてが最盛期で、360人の将校、1500人の下士官、150人の海軍婦人予備隊が所属し、東のハーニー湖周辺にはオセオラ遠隔地訓練場としても知られる補助飛行場があった。1946年に既知の戦時体制が解かれ、縮小されたが、1950年になると朝鮮戦争や冷戦のために再び現役に戻された。
ダグラス A-3やノースアメリカン A-5などのジェット艦載機の基地として再開発するための建設計画がその後行われた。1960年代半ばに再び最盛期を迎え、航空機中間修理施設、海軍医務室、海兵隊兵舎、RA-5Cへの機種転換部隊等を含め、4000人近い兵員が配置された。さらに、地中海や太平洋へ定期的に展開する航空母艦にはRA-5Cの9つの飛行隊が展開可能となっている。
ベトナム戦争の戦費が嵩んだことや、リンドン・ジョンソン大統領の偉大な社会 (Great Society) 政策に関連した国内支出の結果、サンフォードの基地はアメリカ国防総省により閉鎖されるアメリカ本土の軍事施設の一つとなることが1967年に明らかになった。第1偵察・攻撃航空団がジョージア州のオールバニ海軍航空基地に移転してからは、飛行訓練は急速に縮小していった。これにより全ての軍人や彼らの家族が立ち去り、サンフォードやセミノール郡の経済は大幅に悪化した。1969年には連邦一般調達局からサンフォード市に権利放棄証書が提出され、一般航空の空港としてサンフォード空港に改名、再整備された。
その後サンフォード地域空港、セントラル・フロリダ地域空港と改名を繰り返し、1995年には商業的な航空サービスを開始し、翌年にオーランド・サンフォード国際空港となった。空港内にある2つの記念碑が基地が存在したことを伝えている。2003年5月の戦没将兵追悼記念日にはサンフォード海軍航空基地記念公園が開園した。ターミナルへの入り口には国立海軍航空博物館から貸し出された、復元されたノースアメリカン A-5が展示されている。

### ディズニーワールド
1971年10月にウォルト・ディズニー・ワールド・リゾートがオープンすると、中部フロリダの経済は軍事、航空宇宙、防衛産業等から、オーランドを中心とした観光、サービス産業、住宅開発に移行した。サンフォードはかつて交易の中心として卓越していたため、古い商業施設や住居が残され、サルオガセモドキが垂れ下がったライブオークは通りに日陰を作り出している。

### 野球場
モンロー湖からメロンビル・アベニューを南へ行ったところに、ヒストリック・サンフォード・メモリアル・スタジアムがある。ダウンタウンからも1マイル以内の距離である。スタジアムは1926年に建設された旧サンフォード・フィールドの近くにある。ニューヨーク・ジャイアンツのスプリングトレーニング施設として、1951年に新たなスタジアムが建設された。
ベーブ・ルース、ジャッキー・ロビンソン、ウィリー・メイズ、ティム・レインズ、デビッド・エクスタインら多くのメジャーリーグのスター選手がスタジアムでプレーした。ジャッキー・ロビンソンがデイトナビーチが本拠地のモントリオール・ロイヤルズ傘下チームに所属し、AAA級インターナショナルリーグの試合に出場した初めての球場がサンフォード・フィールドであった。

## 地理
サンフォードは北緯28度47分22秒 西経81度16分32秒 / 北緯28.78944度 西経81.27556度に位置している。国勢調査によると、市域全面積は26.5平方マイル (68.63 km2)で、このうち陸地が22.96平方マイル (59.47 km2)、水域が3.54平方マイル (9.17 km2)である。市は南西でレイクメアリー市に、北はモンロー湖とデバリー市に接している。

### 気候
| サンフォードの気候     | サンフォードの気候 | サンフォードの気候 | サンフォードの気候 | サンフォードの気候 | サンフォードの気候 | サンフォードの気候 | サンフォードの気候 | サンフォードの気候 | サンフォードの気候 | サンフォードの気候 | サンフォードの気候 | サンフォードの気候 | サンフォードの気候 |
| 月                     | 1月                | 2月                | 3月                | 4月                | 5月                | 6月                | 7月                | 8月                | 9月                | 10月               | 11月               | 12月               | 年                 |
| ---------------------- | ------------------ | ------------------ | ------------------ | ------------------ | ------------------ | ------------------ | ------------------ | ------------------ | ------------------ | ------------------ | ------------------ | ------------------ | ------------------ |
| 平均最高気温 °F （°C） | 70 (21)            | 73 (23)            | 77 (25)            | 82 (28)            | 88 (31)            | 90 (32)            | 92 (33)            | 91 (33)            | 89 (32)            | 84 (29)            | 78 (26)            | 72 (22)            | 82.2 (27.9)        |
| 平均最低気温 °F （°C） | 49 (9)             | 51 (11)            | 55 (13)            | 60 (16)            | 66 (19)            | 72 (22)            | 74 (23)            | 74 (23)            | 72 (22)            | 66 (19)            | 58 (14)            | 51 (11)            | 62.3 (16.8)        |
| 降水量 inch （mm）     | 2.6 (66)           | 2.6 (66)           | 4.1 (104)          | 2.5 (64)           | 3.2 (81)           | 7.2 (183)          | 7.4 (188)          | 7.1 (180)          | 6.2 (157)          | 3.7 (94)           | 2.5 (64)           | 2.7 (69)           | 51.7 (1,313)       |
| 出典：                 |                    |                    |                    |                    |                    |                    |                    |                    |                    |                    |                    |                    |                    |

## 人口動態
以下は2010年の国勢調査による人口統計データである。
| 基礎データ - 人口: 53,570人 - 世帯数: 18,911 世帯 - 人口密度: 2,333.4人/mi2 - 住居数: 23,061 軒 収入と家計 - 世帯収入の中央値: 43,470 米ドル - 人口1人あたり収入: 20,588米ドル - 貧困線以下の人口: 18.5% | 人種別人口構成 - 白人: 57.3% - アフリカン・アメリカン: 30.5% - ネイティブ・アメリカン: 0.5% - アジア人: 2.8% - 太平洋諸島系: 0.1% - その他の人種: 5.4% - 混血: 3.3% - ヒスパニック・ラテン系: 20.2% |

## 交通・インフラ
歴史的には、サンフォードにはセントジョンズ川の港があり、中部フロリダの交通の中心であった。オーランド・サンフォード国際空港は中部フロリダに国際、地域航空サービスをもたらした。サンフォードはアムトラックのオート・トレインの終着駅である。オート・トレインはワシントンD.C.の40km南にあるロートンとサンフォードとの間の東海岸で、自動車や旅客を輸送している。
サンフォードは州間高速道路4号線のデイトナビーチとオーランドの間に位置する。フロリダ州道417号線（セントラル・フロリダ・グリーンウェイ）は州間高速道路4号線との接続部が起点で、オーランド市の東側を取り囲み、ウォルト・ディズニー・ワールド・リゾートに至る。
サンレールは中部フロリダの通勤路線で、2014年に新しい駅が市内に開業した。

## まちづくり

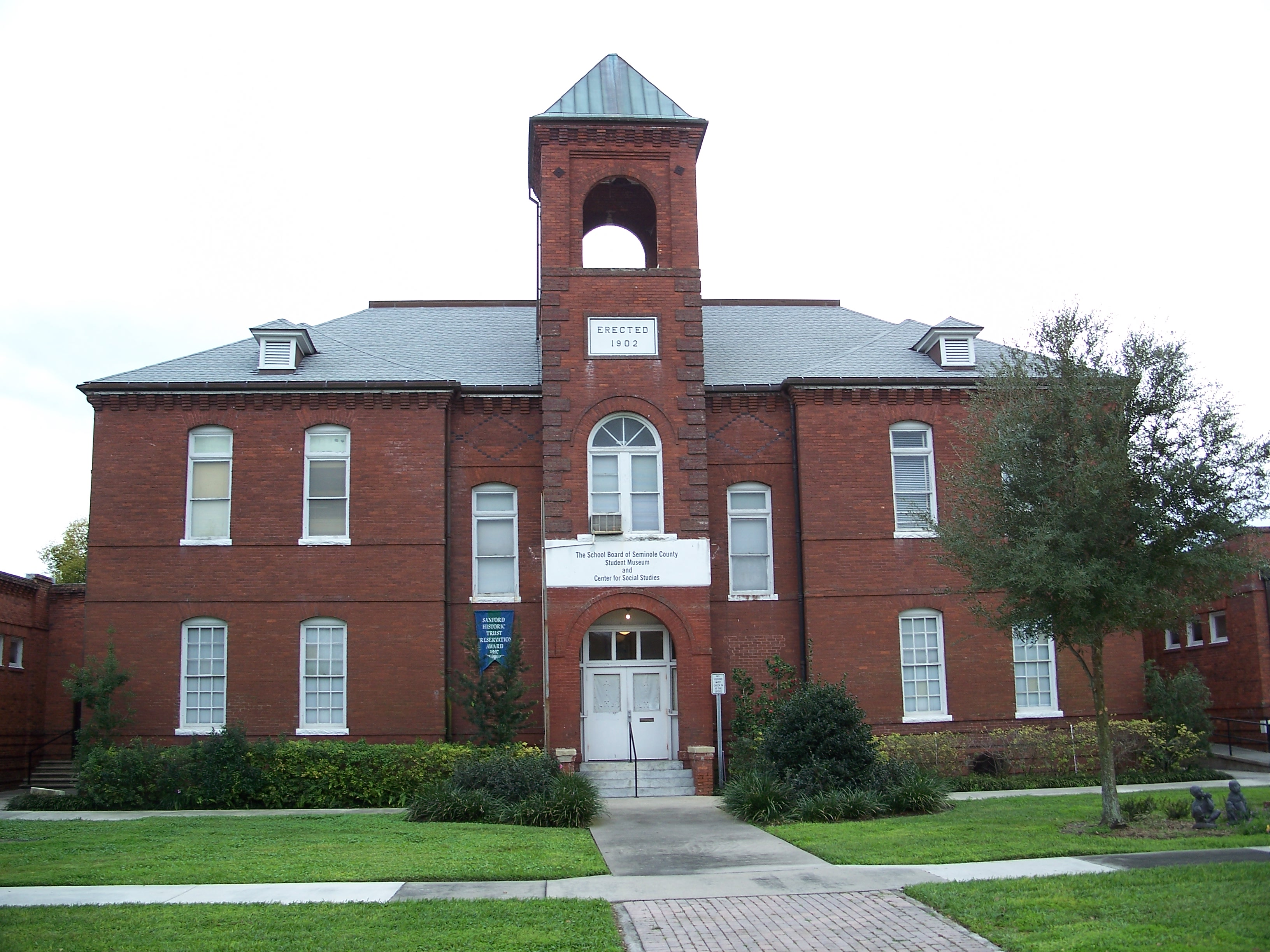
サンフォード・グラマー・スクール（2007年1月）

2004年に自転車・歩行者専用のリバーウォークが完成した。幅3メートルの道はダウンタウンから数マイル離れたモンロー湖の湖畔に沿っている。2014年には約1㎞延伸された。
市はメインストリートのサンフォード・アベニューを改装し、街路樹や花を植え、広い歩道、ベンチを整備した。
環境に配慮した取り組みを支援するため、サンフォードには電気自動車の充電スタンドが5か所にある。市は街灯のLEDへの交換を計画している。

## 著名な出身者
- ジム・クーリエ - テニス選手。
- ティム・レインズ - 野球選手。
- デビッド・エクスタイン - 野球選手。